# Adam Seigfried
Adam Seigfried (* 30. Juli 1936 in Wolfingen; † 9. Juli 2022 in Regensburg) war ein deutscher Theologe.

## Leben
Von 1949 bis 1957 besuchte er das humanistische Gymnasium in Graz. Von 1957 bis 1967 studierte er Philosophie und Theologie an der Päpstlichen Universität Gregoriana in Rom (Pontificium Collegium Germanicum et Hungaricum de Urbe). Von 1958 bis 1963 war er Religionslehrer in Vicarello/Bracciano. Nach der Priesterweihe am 10. Oktober 1963 war er von 1967 bis 1968 Religionslehrer und Kaplan in der Pfarrkirche Köflach. Von 1963 bis 1967 war er Pfarrer in Vicarello/Bracciano. Von 1963 bis 1974 war er offizieller Schiffsgeistlicher auf deutschen und griechischen Luxuslinern. Von 1968 bis 1972 war Kaplan an St. Michael’s Church, New Haven (Connecticut). Von 1972 bis 1974 war er Kaplan in St. Andrä (Graz). Von 1974 bis 1982 war er Hausgeistlicher und Kirchenrektor im Kinderheim St. Benedikt, Wien. Ab 1983 war er Aushilfspriester in St. Anton (Regensburg).
Seigfried erwarb 1967 den Dr. theol., 1971 den Dr. phil. (Gregoriana) und in Wien 1982 die Habilitation. 1967 besuchte er das Institut Catholique de Paris. Von 1968 bis 1972 forschte als Research Fellow an der Yale University. Von 1974 bis 1982 war er wissenschaftlicher Assistent an der Universität Wien. 1982 wurde ihm der Kardinal-Innitzer-Förderungspreis für Theologie verliehen. Von 1982 bis 1983 lehrte er als Dozent an der Universität Wien. 1983 wurde er ordentlicher Professor für Systematische Theologie (Dogmatik, Dogmengeschichte) an der Universität Regensburg, wo er von 1990 bis 1992 Dekan der katholisch-theologischen Fakultät und von 1992 bis 1994 Prodekan der katholisch-theologischen Fakultät war. Ab Oktober 2001 war er Professor Emeritus.